# Coen Niesten
Coen Niesten, né le 30 août 1938 à Beverwijk (Hollande-Septentrionale) et mort le 23 octobre 2024, est un coureur cycliste néerlandais, professionnel de 1959 à 1963.

## Palmarès
- 1956
  - Tour de l'Overijssel
  - 2e de Amsterdam-Arnhem-Tiel-Amsterdam
  - 3e du Tour de Groningue
- 1957
  - Tour du Gueldre
  - 2e du Tour de Hollande du Nord
  - 3e de Gand-Ypres
- 1958
  - 6eb étape du Tour de Flandre-Occidentale
  - 2e de Bruxelles-Zonhoven
  - 3e du Circuit de Campine
- 1959
  - 2e de Paris-Tours
  - 3e du Tour de Zélande centrale
  - 8e du championnat du monde sur route
- 1960
  - 3e du Tour des Pays-Bas
- 1962
  - 3e du Grand Prix Union Dortmund

## Résultats sur les grands tours

### Tour de France
2 participations
- 1960 : abandon (11e étape)
- 1961 : abandon (9e étape)

### Tour d'Italie
1 participation 
- 1960 : abandon (4e étape)